# Bisdom Ruy Barbosa
Het bisdom Ruy Barbosa (Latijn: Dioecesis Ruibarbosensis) is een rooms-katholiek bisdom met als zetel Ruy Barbosa, in Brazilië. Het bisdom is suffragaan aan het aartsbisdom Feira de Santana.

## Geschiedenis
Het bisdom werd opgericht op 14 november 1959, uit delen van het aartsbisdom São Salvador da Bahia en de bisdommen Amargosa, Barra, Bonfim en Caetité, en was suffragaan aan aartsbisdom São Salvador da Bahia. Op 16 januari 2002 veranderde het van kerkprovincie en werd suffragaan aan het nieuw verheven aartsbisdom Feira de Santana.

## Parochies
Het bisdom had in 2020 een oppervlakte van 25.898 km2 en telde 446.800 inwoners waarvan 76,5% rooms-katholiek was.

## Bisschoppen
- Epaminondas José de Araújo (14 december 1959 - 27 oktober 1966)
- José Adelino Dantas (20 februari 1967 - 4 oktober 1975)
- Mathias William Schmidt (14 mei 1976 - 24 mei 1992)
- André De Witte (8 juni 1994  - 15 april 2020)
- Estevam dos Santos Silva Filho (15 april 2020 - heden)

Feira de Santana (aartsbisdom) · Barra · Barreiras · Bonfim · Irecê · Juazeiro · Paulo Afonso · Ruy Barbosa · Serrinha